# Duguetia dilabens
Duguetia dilabens är en kirimojaväxtart som beskrevs av Laurentius 'Lars' Willem Chatrou och Repetur. Duguetia dilabens ingår i släktet Duguetia och familjen kirimojaväxter. Inga underarter finns listade i Catalogue of Life.